# 28446 Davlantes
28446 Davlantes este un asteroid din centura principală de asteroizi.

## Descriere
28446 Davlantes este un asteroid din centura principală de asteroizi. A fost descoperit pe 4 ianuarie 2000 la Socorro, New Mexico, în cadrul proiectului LINEAR. Asteroidul prezintă o orbită caracterizată de o semiaxă mare de 2,31 ua, o excentricitate de 0,17 și o înclinație de 4,0° în raport cu ecliptica.